# Thatcherismus
Thatcherismus je označení pro ekonomické, sociální a politické přesvědčení členky britské konzervativní strany, Margaret Thatcherové, která vedla tuto stranu v letech 1975 až 1990. Tento termín se také používá k popisu zásad britské vlády po dobu působení Thatcherové v čele této vlády od roku 1979 do 1990, a dále vlád Johna Majora, Tonyho Blaira a Davida Camerona. Zastánci thatcherismu jsou nazýváni thatcherité (anglicky Thatcherite). Thatcherismus reprezentoval systematické, rozhodné odmítnutí poválečného konsenzu (ang. Post-war consensus), kde se většina politických stran shodla na základních tématech keynesiánství, sociálního státu, zestátnění průmyslu a přísné regulace britské ekonomiky. Existuje jedna významná výjimka – NHS – Národní zdravotní systém, který byl velice populární. V roce 1982 slíbila britskému lidu, že NHS je v jejich rukou v bezpečí.

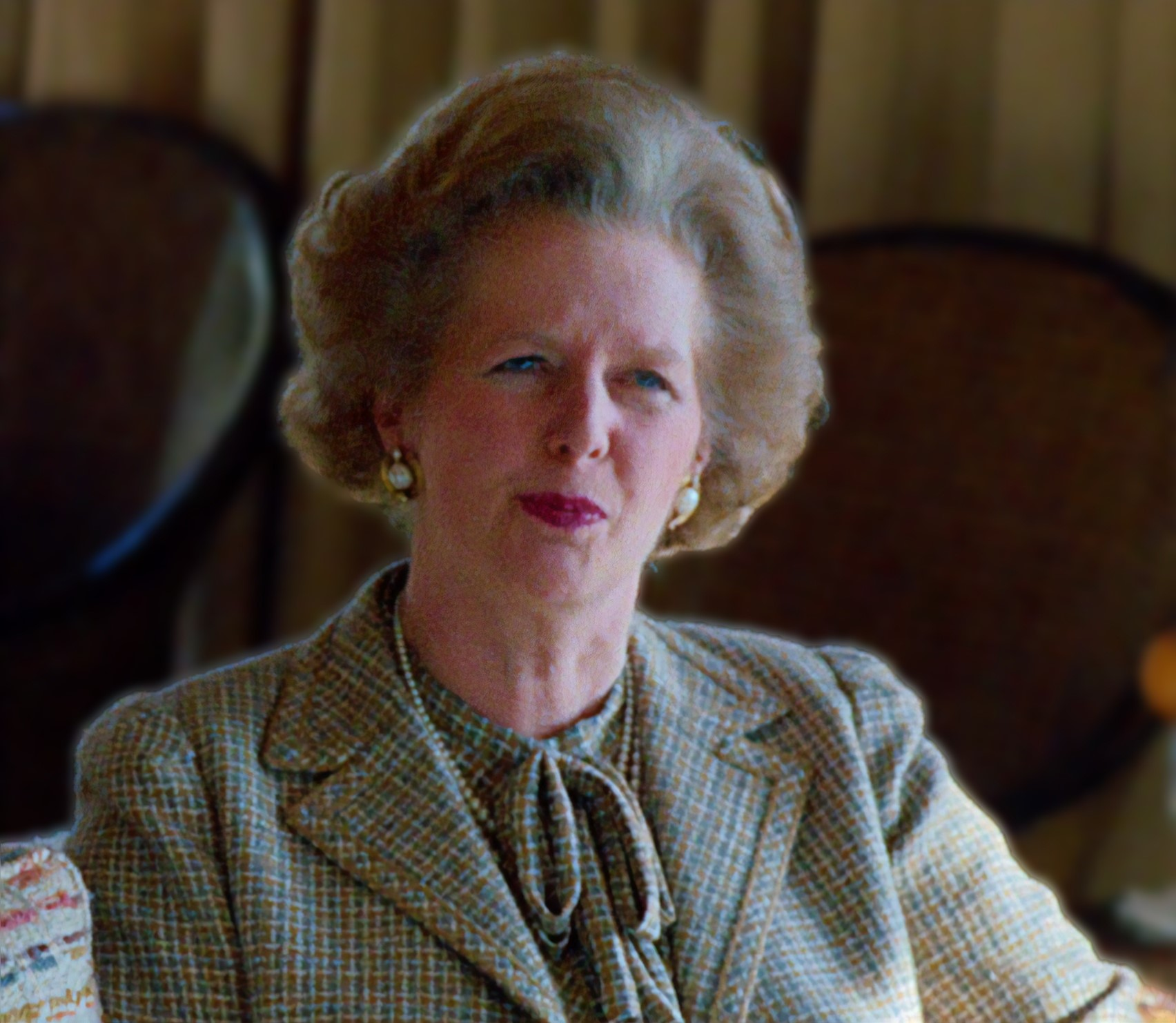
331.992x331.992pixelů

Thatcherismus byl také popsán tehdejším kancléřem státní pokladny (ministrem financí), Nigelem Lawsonem jako politická platforma zdůrazňující volný trh s omezenými vládními výdaji a snížením daní. Toto bylo spojeno s britským nacionalismem na domácí půdě i v zahraničí.

## Přehled
Thatcherismus se snaží propagovat nízkou inflaci, nízkou míru vládních zásahů do veřejné politiky a soukromého sektoru, volný trh skrze přísnou kontrolu nad zdroji peněz, privatizaci a omezení pohybu práce. Thatcherismus je často zmiňován v souvislosti s reaganomikou v USA, ekonomickým nacionalismem v Austrálii a rogernomikou na Novém Zélandu jakožto klíčová část ekonomického liberalismu.
Nigel Lawson, kancléř státní pokladny za vlády Thatcherové, definoval ideály thatcheritů jako volný trh, finanční kázeň, přísná kontrola nad veřejnými výdaji, snížení daní, nacionalismus, „viktoriánské hodnoty“, privatizace a trošku populismu (ang. „free markets, financial discipline, firm control over public expenditure, tax cuts, nationalism, 'Victorian values' (of the Samuel Smiles self-help variety), privatisation and a dash of populism“). Thatcherismus je často asociován s klasickým liberalismem.
Podle slov Ellen Meskins Woodové byl kapitalismus Thatcherové kompatibilní s britským politickým uspořádáním, Jako premiérka Thatcherová nezpochybňovala prastaré aspekty jako je monarchie nebo Sněmovna lordů, ale některé z novějších, jako třeba odbory. Thatcherová byla také velkým kritikem komunismu, marxismu a socialismu.

### Thatcherismus před Thatcherovou
Mnoho reportérů stopovalo počátky thatcherismu v poválečně britské politice. Historik Ewen Green tvrdil, že došlo k odporu k inflaci, daním a omezení dělnického hnutí, což bylo spojováno s takzvaným Buttskellitským konsenzem (ang. Buttskellite consensus) v době, než se Thatcherová dostala do popředí dění. Přestože se vedení konzervativců smířilo s poválečnými reformami Clementa Attleeho a jeho vlády, byl zde neustálý tlak pravicové opozice, níže postavené v hierarchii strany – např. Middle Class Alliance a People’s League for Defence of Freedom. Dalším příkladem mohou být volby v roce 1945, kdy předseda konzervativní strany Ralph Assheton chtěl 12,000 zkrácených kopií knihy Cesta do Otroctví (The Road to Serfdom) od anti-socialistického ekonoma Friedricha Hayeka (který byl později často asociován s thatcherismem). Tato objednávka zabrala 1,5 tuny z přídělu papíru pro jejich stranu a byla využita na propagandu. Již v roce 1950 Thatcherová souhlasila s tehdejším konsenzem o sociálním státu, přičemž v proslovu uznala, že nárok na uznání patří konzervativcům.

### Libertarianismus
Thatcherismus je většinou popisován jako libertariární ideologie. Sama Thatcherová se snažila vytvořit libertariární hnutí, přičemž zamítala tradiční toryismus. Thatcherismus je spojován s libertarianismem v rámci Konzervativců, ačkoli jeden z libertariánských cílů byl dosažen přísným a mnohdy autoritářským vedením. Britský politický reportér Andrew Marr nazval libertarianismus dominantní, avšak neoficiální charakteristikou thatcherismu.
Dalším důležitým aspektem thatcherismu je styl vlády. Británie v 70. letech byla často nazývána „ungovernable“, což by se dalo přeložit jako neovladatelná, nebo nehostinná pro vládu. Thatcherová se snažila toto změnit centralizováním značné části moci do svých rukou jakožto premiérky, častokrát to však znamenalo obcházení tradiční struktury kabinetů, například kabinetu odborů. Tento osobní přístup byl také ztotožňován se silou její osobnosti v souvislosti s událostmi jako Falklandská válka.

## Hospodářství

### Ekonomika thatcheritů
Thatcherismus je spojován s monetární politikou. Na rozdíl od tehdejší vládní politiky, monetární politika se více soustředí na míru inflace než na redukování počtu nezaměstnaných. Podle teorie monetarismu je inflace výsledkem velkého množství peněz v oběhu, vláda by měla regulovat množství oběživa a kontrolovat inflaci. Do roku 1979 to nebyli pouze Thatcherité, kteří volali po přísnějším kontrolování inflace. Kancléř Denis Healey přijal některé postupy z monetární politiky, jako je snížení veřejných výdajů a prodej vládních akcií v BP (British multinational oil and gas company). Nicméně thatcherismus nebyl v praxi tak striktně monetaristický jak hlásal. Společné téma se zaměřuje na střednědobou finanční strategii vydanou v rozpočtu na rok 1980, která se skládá z cílů pro snížení růstu peněžní zásoby v následujících letech. Za vlády Thatcherové se nepovedlo některé cíle naplnit, z toho důvodu byly roku 1982 revidovány. Ekonomové tuto skutečnost interpretovali jako přijetí porážky v boji o vyšší kontrolu oběživa. Zásady monetarismu byly opuštěny. Thatcherismus je také spojován s ekonomikou na straně nabídky. Zatímco keynesiánská ekonomika se domnívá, že vláda by měla stimulovat ekonomický růst zvýšením poptávky, a to díky navýšení úvěrů a zvýšením veřejných výdajů, naopak na straně nabídky tvrdí, že vláda by měla dopomoci k vytvoření volného trhu snížením daní a privatizací státního průmyslu.

### Odborová legislativa
Snížení síly odborových svazů bylo provedeno postupně, na rozdíl od přístupu vlády Edwarda Heatha. Největší jednotná konfrontace s odbory byla stávka Národního svazu důlních pracovníků (NUM) z let 1984–1985, kdy byla sdružení horníků nakonec poražena. Existují důkazy, že tato konfrontace s odbory byla očekávána konzervativní stranou a NUM. Výsledek přispěl k obnovení síly kapitálu nad prací.

## Domácí a sociální politika

### Morálka podle M. Thatcherové
Thatcherismus je spojován s konzervativním postojem k morálce. Marxistický sociolog a zakladatel New Left Review Stuart Hall tvrdil, že Thatcherismus by měl být považován za ideologický projekt podporující „autoritářský populismus“, protože je známý jeho respektem k „viktoriánských hodnotám“. David Marquand, podpůrce sociální demokracie, tvrdil, že Thatcherová v sedmdesátých letech využívala „autoritářské populistické“ sentimenty. Norman Tebbit, blízký spojenec Thatcherové, napsal v přednášce z roku 1985, co považuje za permisivní společnost, proti níž se měli konzervativci postavit.
Příklady této konzervativní morálky v praxi zahrnují vystrašené video, kde v reakci na morální paniku o dostupnosti řady provokativně pojmenovaných hororových filmů na videokazetě zavedla poprvé státní regulaci britského video trhu. Navzdory svému vztahu se sociálním konzervatismem, Thatcher hlasovala v roce 1966 za legalizaci homosexuality. V témže roce hlasovala také na podporu legálního potratu. V osmdesátých letech 20. století však vláda M. Thatcherové přijala zákon č. 28, který se postavil proti podpoře homosexuality místními úřady a podporoval výuku „přijatelnosti homosexuality jako předvídaného rodinného vztahu“ ve školách. Zákon byl kritizován mnoha obhájci práv za homosexuály, jako je Stonewall a OutRage!, zákon byl později zrušen vládou Tonyho Blaira v roce 2003. I tak byla ale Thatcherová jedinou z mála z konzervativců, kteří hlasovali pro zákon o sexuálních přestupcích v roce 1967.

## Zahraniční politika

### Vztahy s USA
Zatímco byla Thatcherová předsedkyní vlády, byla otevřená transatlantickým vztahům. Často veřejně podporovala politiku Ronalda Reagana, i když jiní západní spojenci už tolik nesouhlasili. Například udělila povolení americkým letadlům, aby používaly britské základny pro nálety na Libyi, umožnila USA uložení raket na britské půdě v reakci na sovětské nasazení jaderných raket SS-20 zaměřených na Británii a jiné západoevropské národy.

### Evropa
Ke konci osmdesátých let byla Thatcherová stále více slyšet v opozici proti Evropskému společenství. Ve známém proslovu v Bruggách v roce 1988 Thatcherová prohlásila: „Nepodařilo se nám v Británii úspěšně převrátit hranice státu, jen abychom je viděli znovu na evropské úrovni s novou nadvládou v Bruselu“. I přes to, že euroskepticismus se pro mnohé stal znakem Thatcherismu, sama Thatcherová se stávala euroskeptickou až v posledních letech svého působení jako premiérka. Thatcherová podpořila vstup Velké Británie do Evropského hospodářského společenství v roce 1973, dále podepsala i Jednotný evropský akt v roce 1986.

## Neshody ohledně významu
Často se tvrdí, že slovo „Thatcherismus“ bylo vytvořeno kulturním teoretikem Stuartem Hallem v článku „Marxism today“ z roku 1979. Nicméně „Thatcherismus“ byl poprvé použit v článku v Tribune dne 10. srpna 1973. Reakce na tento článek přišla od novináře T. E. Utleyho, který tvrdil, že „Neexistuje nic takového jako Thatcherismus“. Tvrdil, že tento termín vymysleli ti, kteří neměli příliš sympatií k „anglickým politickým tradicím“. Utley tvrdil, že svobodná a konkurenceschopná ekonomika, byla spíše než inovací Thatcherismu, více či méně „trvalou složkou moderní filosofie konzervativců“.
Levicoví kritici jako například Anthony Giddens tvrdí, že Thatcherismus byl čistě ideologií a že její politika označuje změnu, která byla diktována spíše politickými zájmy než ekonomickými důvody. Spíše než nějakou specifickou logikou kapitalismu, obrácení bylo způsobeno dobrovolným snižováním sociálních výdajů, vyššími daněmi nízkých příjmů a snižování daní z vyšších příjmů. To je také jeden z důvodů, proč členové nejvyšší společnosti měli více než polovinu veškerého bohatství.
Konzervativní historik Maurice Cowling také zpochybnil jedinečnost „Thatcherismu“. Cowling tvrdil, že Thatcherová použila „radikální variace na vlasteneckou souvislost svobody, autority, nerovnosti, individualismu a průměrné slušnosti a úctyhodnosti, které byly tématem Konzervativní strany nejméně od roku 1886“. Cowling dále tvrdil, že „konzervativní strana pod paní Thatcherovou použila radikální rétoriku, aby poskytla intelektuální úcty k tomu, co konzervativní strana vždycky chtěla.“
Historici Emily Robinsonová, Camilla Schofieldová, Florence Sutcliffe-Braithwaiteová a Natalie Thomlinsonová tvrdí, že Britové se v sedmdesátých letech snažili o definování a uplatňování svých individuálních práv, identit a perspektiv. Požádali o větší osobní autonomii a sebeurčení a méně vnější kontroly.

## Kritika
Kritici Thatcherismu tvrdí, že její úspěchy byly získány jen na úkor velkých společenských nákladů pro britskou populaci.  V Británii bylo v roce 1984 téměř 3,3 milionu nezaměstnaných, ve srovnání s 1,5 miliony, když se poprvé dostala k moci v roce 1979, ačkoli tato hodnota se do konce roku 1990 vrátila na zhruba 1,6 milionu. Zatímco se Thatcherové přisuzovalo oživení britské ekonomiky, ona sama se obviňovala z toho, že v relativní míře chudobu zdvojnásobuje. Britská míra dětské chudoby byla v roce 1997 nejvyšší v Evropě. Když odstoupila v roce 1990, 28 % dětí ve Velké Británii bylo řazeno do skupiny, která žila pod hranicí chudoby, což je ale počet, který se během vlády jejího nástupce John Major zvýšil a dosáhl maxima až téměř 30 %.

## Thatcher a její odkaz
Míra, do jaké lze říci, že Thatcherismus má trvalý vliv na britský politický a ekonomický život, je nejasná. Pokud jde o moderní britskou politickou kulturu, lze říci, že existuje „post-Thatcheritický konsenzus“, zejména pokud jde o hospodářskou politiku. V osmdesátých letech se nyní zaniklá sociální demokratická strana řídila „tvrdým a něžným“ přístupem, ve kterém byly reformy M. Thatcherové spojené s dodatečným sociálním zabezpečením. Nové labouristické vlády Tonyho Blaira a Gordona Browna byly označeny jako „Neo-Thatcherovské“, protože mnohé z jejich ekonomických názorů napodobovaly ty Thatcherové. Většina hlavních britských politických stran dnes přijímá odborovou legislativu, privatizaci a obecný přístup k vládě na volném trhu, kterou vláda Thatcherové instalovala. V současné době[kdy?] žádná velká politická strana ve Spojeném království není odhodlána zvrátit vládní reformy zavedené za vlády Thatcherové, i když v důsledku Velké recese od roku 2007 do roku 2012 vedoucí představitel labouristické strany Ed Miliband uvedl, že podpoří přísnější finanční regulace a politiku zaměřenou na průmysl v přechodu na smíšené hospodářství.
Ekonomický výkon Spojeného království se od zavedení této hospodářské politiky zlepšil. Vzhledem k tomu, že Thatcherová rezignovala z postu premiérky v roce 1990, britský ekonomický růst byl v průměru vyšší než ostatní velké evropské ekonomiky (tj. Německo, Francie a Itálie). Navíc od počátku roku 2000 Spojené království také zaznamenalo nižší nezaměstnanost ve srovnání s některými jinými velkými ekonomikami.